# Trigliceridă

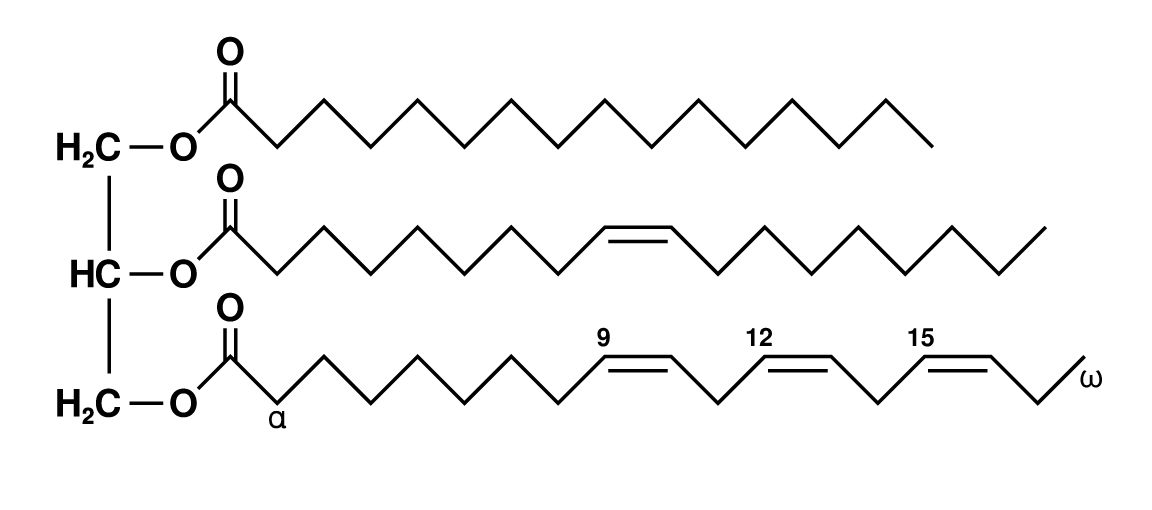
Exemplu de trigliceridă nesaturată (C_{55}H_{98}O_{6}). Stânga: glicerol (sau glicerină); dreapta, de sus în jos: acid palmitic, acid oleic, acid α-linolenic.

O trigliceridă (simbol TG; format de la tri- și gliceridă) este un compus organic de tip ester, derivat de la glicerol, care a fost esterificat cu 3 molecule de acizi grași, care pot fi diferiți sau identici. Trigliceridele sunt principalii constituenți ai grăsimilor din organismul uman și al altor animale, și de asemenea intră și în compoziția multor grăsimi vegetale.
În corpul animalelor, trigliceridele sunt concentrate în țesutul adipos și reprezintă cel mai important depozit de rezerve energetice ale organismului.